# Antezant-la-Chapelle
Pour les articles homonymes, voir La Chapelle.
Antezant-la-Chapelle est une commune du Sud-Ouest de la France située dans le département de la Charente-Maritime, en région Nouvelle-Aquitaine.

## Géographie
Antezant-la-Chapelle est une commune située à 30 mètres au-dessus du niveau de la mer. Elle est traversée par la rivière la Boutonne.

### Communes limitrophes
| Loulay             | La Jarrie-Audouin    | Saint-Pierre-de-l'Isle, Saint-Pardoult |
| Saint-Denis-du-Pin | Antezant-la-Chapelle | Les Églises-d'Argenteuil               |
|                    | Courcelles           | Vervant                                |

### Hydrographie
- Rivière la Boutonne ;
- ruisseau du Roi ;
- ruisseau de Pontioux.

### Lieux-dits

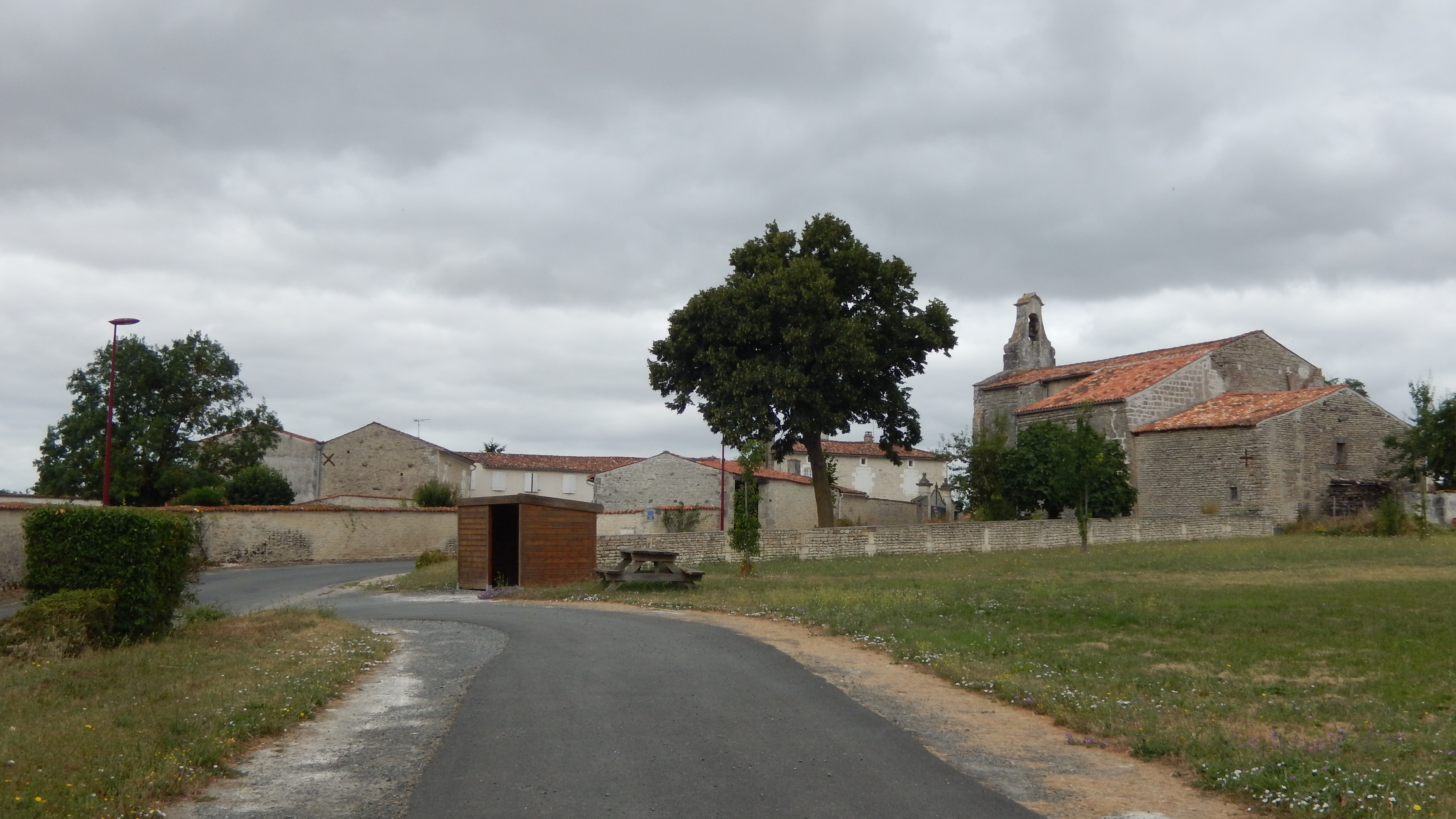
Le village de la Chapelle-Bâton, avec son église.

- Ripemont
- la Chapelle-Bâton
- la Folatière
- le Fief-Palet
- la Cabane
- la Courance
- la Madeleine

## Urbanisme

### Typologie
Au 1er janvier 2024, Antezant-la-Chapelle est catégorisée commune rurale à habitat dispersé, selon la nouvelle grille communale de densité à 7 niveaux définie par l'Insee en 2022.
Elle est située hors unité urbaine. Par ailleurs la commune fait partie de l'aire d'attraction de Saint-Jean-d'Angély, dont elle est une commune de la couronne,. Cette aire, qui regroupe 37 communes, est catégorisée dans les aires de moins de 50 000 habitants,.

### Occupation des sols
L'occupation des sols de la commune, telle qu'elle ressort de la base de données européenne d’occupation biophysique des sols Corine Land Cover (CLC), est marquée par l'importance des territoires agricoles (96,4 % en 2018), une proportion identique à celle de 1990 (96,4 %). La répartition détaillée en 2018 est la suivante : 
terres arables (91,7 %), zones agricoles hétérogènes (4,2 %), forêts (3,5 %), prairies (0,6 %), zones urbanisées (0,1 %). L'évolution de l’occupation des sols de la commune et de ses infrastructures peut être observée sur les différentes représentations cartographiques du territoire : la carte de Cassini (XVIIIe siècle), la carte d'état-major (1820-1866) et les cartes ou photos aériennes de l'IGN pour la période actuelle (1950 à aujourd'hui).

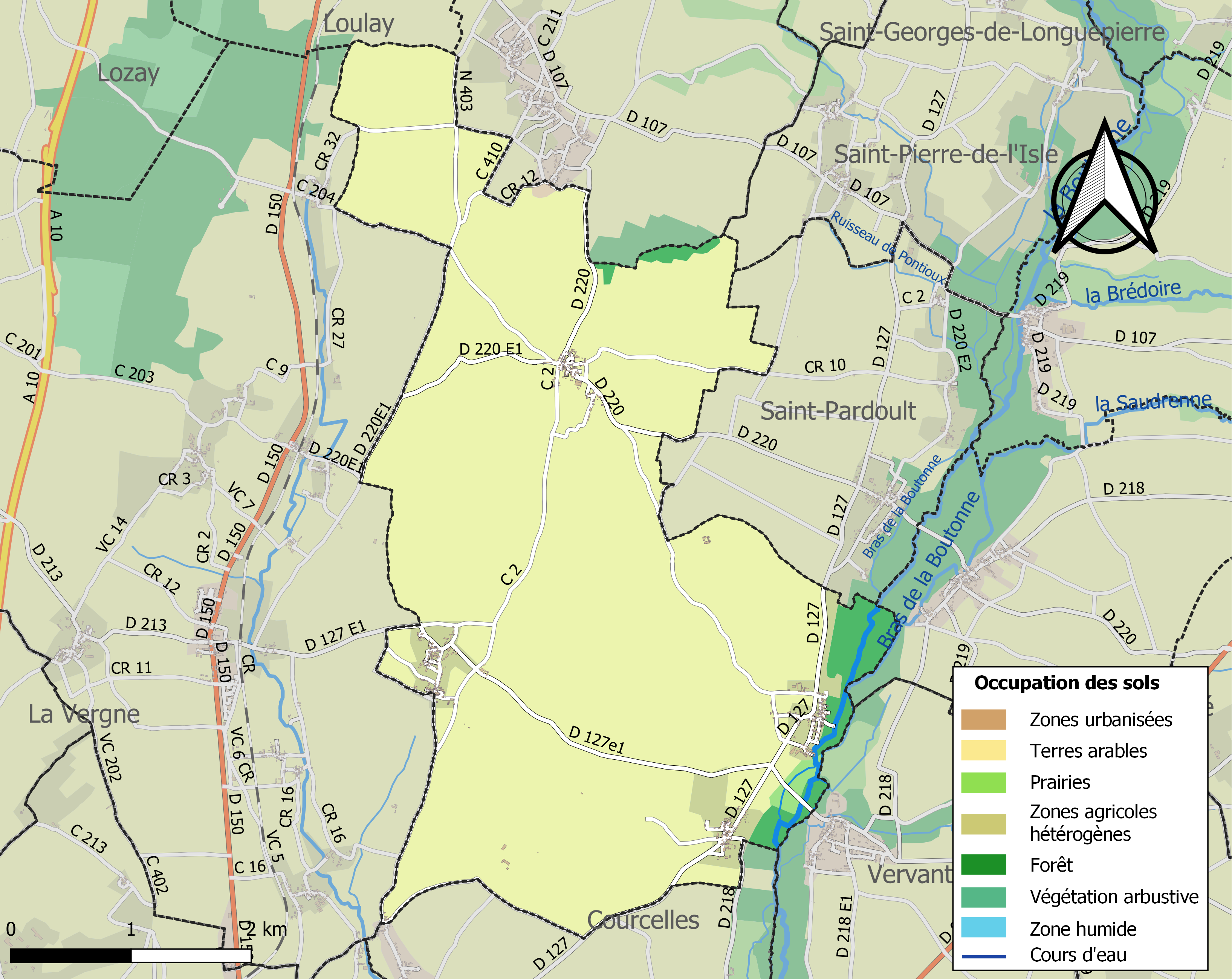
Carte des infrastructures et de l'occupation des sols de la commune en 2018 (CLC).

### Risques majeurs
Le territoire de la commune est vulnérable à différents aléas naturels : météorologiques (tempête, orage, neige, grand froid, canicule ou sécheresse), inondations, mouvements de terrains et séisme (sismicité modérée). Il est également exposé à un risque technologique, le transport de matières dangereuses. Un site publié par le BRGM permet d'évaluer simplement et rapidement les risques d'un bien localisé soit par son adresse soit par le numéro de sa parcelle.

#### Risques naturels
Certaines parties du territoire communal sont susceptibles d’être affectées par le risque d’inondation par débordement de cours d'eau, notamment la Boutonne. La commune a été reconnue en état de catastrophe naturelle au titre des dommages causés par les inondations et coulées de boue survenues en 1982, 1993, 1999 et 2010,.

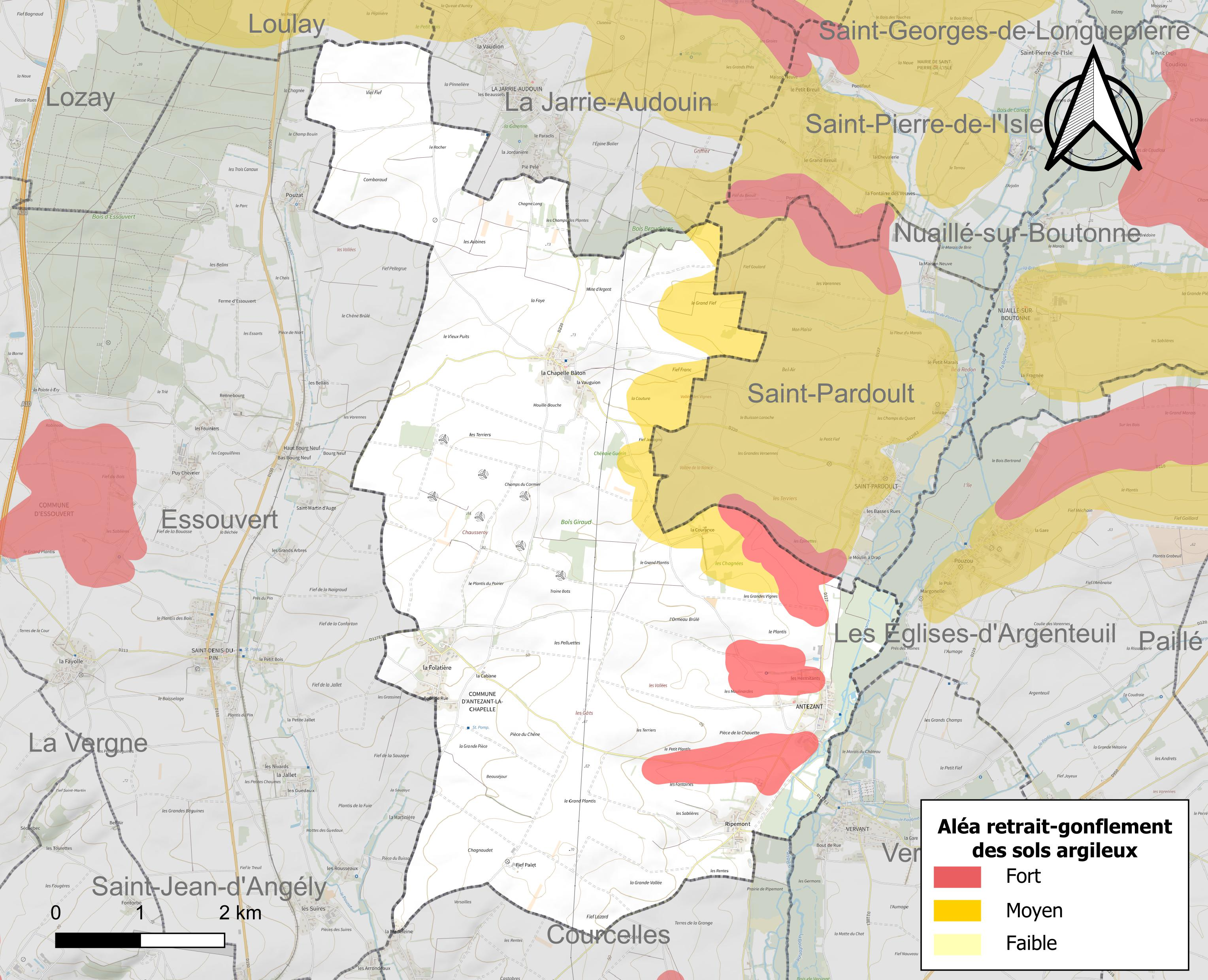
Carte des zones d'aléa retrait-gonflement des sols argileux d'Antezant-la-Chapelle.

Les mouvements de terrains susceptibles de se produire sur la commune sont des affaissements et effondrements liés aux cavités souterraines (hors mines) et des tassements différentiels. Par ailleurs, afin de mieux appréhender le risque d’affaissement de terrain, l'inventaire national des cavités souterraines permet de localiser celles situées sur la commune.
Le retrait-gonflement des sols argileux est susceptible d'engendrer des dommages importants aux bâtiments en cas d’alternance de périodes de sécheresse et de pluie. 12,3 % de la superficie communale est en aléa moyen ou fort (54,2 % au niveau départemental et 48,5 % au niveau national). Sur les 216 bâtiments dénombrés sur la commune en 2019, 13 sont en aléa moyen ou fort, soit 6 %, à comparer aux 57 % au niveau départemental et 54 % au niveau national. Une cartographie de l'exposition du territoire national au retrait gonflement des sols argileux est disponible sur le site du BRGM,.
Par ailleurs, afin de mieux appréhender le risque d’affaissement de terrain, l'inventaire national des cavités souterraines permet de localiser celles situées sur la commune.
Concernant les mouvements de terrains, la commune a été reconnue en état de catastrophe naturelle au titre des dommages causés par la sécheresse en 2003 et par des mouvements de terrain en 1999 et 2010.

#### Risques technologiques
Le risque de transport de matières dangereuses sur la commune est lié à sa traversée par une ou des infrastructures routières ou ferroviaires importantes ou la présence d'une canalisation de transport d'hydrocarbures. Un accident se produisant sur de telles infrastructures est susceptible d’avoir des effets graves sur les biens, les personnes ou l'environnement, selon la nature du matériau transporté. Des dispositions d’urbanisme peuvent être préconisées en conséquence.

## Toponymie
Le toponymie Antezant proviendrait d'Anticiacum du latin composé d'Anticius + le suffixe -acum, attestant de l'occupation gallo-romaine du lieu en proximité de la Boutonne.
L'étymologie du toponyme de La Chapelle-Bâton est plus énigmatique. La première partie est issue du latin capella. En revanche, le terme Bâton fait l'objet de maintes théories, telles l'allusion à un clocher étroit et élevé comme à Saint-Denis du Pin, ou une référence à des moines sonnant la cloche à l'aide d'un bâton.

## Histoire
La présence humaine à Antezant serait ancienne, comme tendrait à le prouver le dolmen dit La Grosse Pierre, qui cependant n'est plus à son emplacement d'origine.
Au XIIe siècle, sont bâties les églises romanes Saint-Maxime d'Antezant et Saint-Clément de La Chapelle-Bâton. En 1300, le roi Philippe le Bel cède ses droits féodaux sur les seigneuries d'Antezant, de La Chapelle-Bâton et de La Folatière aux bénédictins de Saint-Jean d'Angély.
Des vestiges du château qui devait s'élever à Ripemont (autrefois Ribemont) étaient encore visibles il y a quelques décennies. Cette châtellenie, relevant de la vicomté d'Aulnay, aurait été l'une des plus importantes autour de Saint-Jean d'Angély. Sa juridiction féodale s'étendait jusqu'à Saint-Julien-de-l'Escap, avant qu'elle ne soit réunie à la châtellenie de Mornay au XVIIe siècle.
Avec la Révolution, les deux paroisses deviennent communes et les anciens presbytères, dont l'existence est attestée mais qui semblent avoir disparu, sont vendus comme biens nationaux. Jean-Joseph de Bonnegens, seigneur des Hermitans, s'illustre à l'Assemblée Nationale en 1789.
La plupart des constructions actuelles sur la commune datent du XIXe siècle. Malgré l'éloignement relatif des voies de communication (la Boutonne n'étant pas navigable et le chemin de fer ne passant pas par la commune), la commune connaît une certaine prospérité grâce à l'abondance des vignes, qui occupent le tiers des terres labourables. Cette prospérité s'achève avec la crise du phylloxéra à la fin du XIXe siècle. La fin du vignoble entraîne la diversification des cultures et l'augmentation de l'élevage, notamment laitier, pour l'approvisionnement de la laiterie de Vervant.
Le tournant du siècle voit également l'aménagement d'édifices publics, écoles et mairies. En 1905, Antezant annexe la partie du hameau de Ripemont qui dépendait de Courcelles. Néanmoins, la population des communes, qui avait atteint jusqu'à 370 habitants en 1861, stagne autour de 300 habitants au cours du XXe siècle.
La Chapelle-Bâton, commune à part entière jusqu'en 1973 (arrêté préfectoral du 18 décembre 1973) est absorbée cette année-là par Antezant et devient une commune associée le 1er janvier 1974. La nouvelle entité prend alors le nom de Antezant-la-Chapelle.
Depuis 1975, la population d'Antezant la Chapelle a de nouveau augmenté et comptait en 2007 359 habitants. Toutefois, les constructions récentes sont peu nombreuses, la plupart d'entre elles se trouvent à Ripemont le long de la route qui relie Saint-Jean à Antezant.
En 2010, les deux communes ont définitivement fusionné, et La Chapelle-Bâton devient un lieu-dit.

## Politique et administration

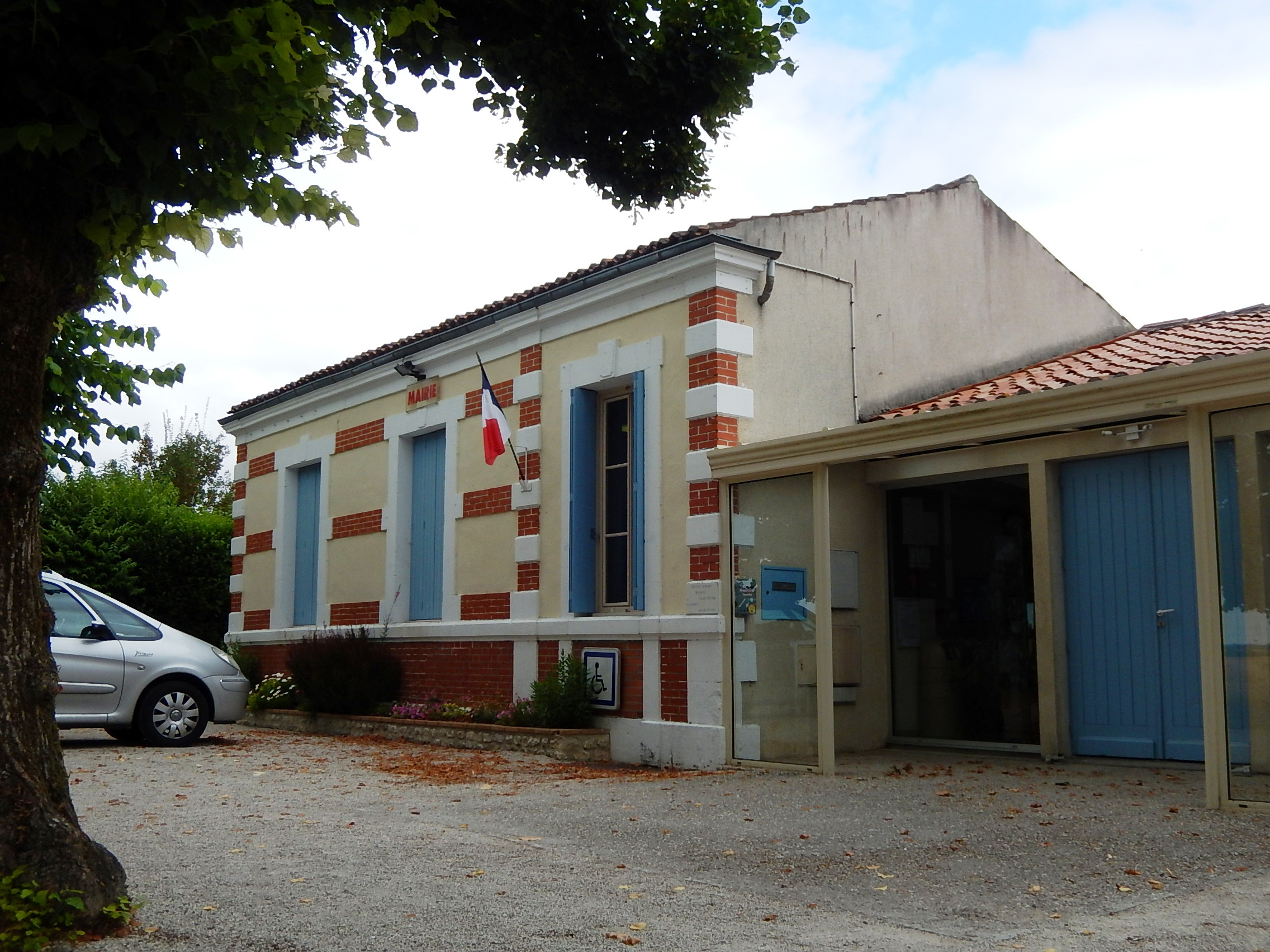
La mairie, sise à Antezant.

Le 7 septembre 1905, la commune d'Antezant annexe une partie du territoire de celui de Courcelles notamment une petite partie du hameau de Ripemont.

### Liste des maires
| Période                                  | Période  | Identité         | Étiquette | Qualité                |
| ---------------------------------------- | -------- | ---------------- | --------- | ---------------------- |
| avant 1981                               | ?        | Robert Pommereau | DVG       |                        |
| 1995                                     | 2008     | James Gautron    | SE        | Retraité d'agriculture |
| 2008                                     | En cours | Éric Poisbelaud  | SE        | Retraité comptable     |
| Les données manquantes sont à compléter. |          |                  |           |                        |

## Population et société

### Démographie
Les habitants sont appelés les Antezantais.

#### Évolution démographique
L'évolution du nombre d'habitants est connue à travers les recensements de la population effectués dans la commune depuis 1793. Pour les communes de moins de 10 000 habitants, une enquête de recensement portant sur toute la population est réalisée tous les cinq ans, les populations de référence des années intermédiaires étant quant à elles estimées par interpolation ou extrapolation. Pour la commune, le premier recensement exhaustif entrant dans le cadre du nouveau dispositif a été réalisé en 2006.

En 2022, la commune comptait 366 habitants, en évolution de +4,27 % par rapport à 2016 (Charente-Maritime : +4,04 %, France hors Mayotte : +2,11 %).
| 1793 | 1800 | 1806 | 1821 | 1831 | 1836 | 1841 | 1846 | 1851 |
| ---- | ---- | ---- | ---- | ---- | ---- | ---- | ---- | ---- |
| 252  | 261  | 260  | 295  | 336  | 344  | 340  | 366  | 379  |

| 1856 | 1861 | 1866 | 1872 | 1876 | 1881 | 1886 | 1891 | 1896 |
| ---- | ---- | ---- | ---- | ---- | ---- | ---- | ---- | ---- |
| 363  | 370  | 356  | 381  | 389  | 366  | 348  | 366  | 350  |

| 1901 | 1906 | 1911 | 1921 | 1926 | 1931 | 1936 | 1946 | 1954 |
| ---- | ---- | ---- | ---- | ---- | ---- | ---- | ---- | ---- |
| 339  | 349  | 344  | 318  | 299  | 287  | 283  | 283  | 314  |

| 1962 | 1968 | 1975 | 1982 | 1990 | 1999 | 2006 | 2011 | 2016 |
| ---- | ---- | ---- | ---- | ---- | ---- | ---- | ---- | ---- |
| 360  | 302  | 333  | 352  | 353  | 339  | 356  | 359  | 351  |

| 2021 | 2022 | - | - | - | - | - | - | - |
| ---- | ---- | - | - | - | - | - | - | - |
| 357  | 366  | - | - | - | - | - | - | - |

#### Pyramide des âges
La population de la commune est relativement âgée.
En 2018, le taux de personnes d'un âge inférieur à 30 ans s'élève à 27,5 %, soit en dessous de la moyenne départementale (29 %). À l'inverse, le taux de personnes d'âge supérieur à 60 ans est de 35,7 % la même année, alors qu'il est de 34,9 % au niveau départemental.
En 2018, la commune comptait 170 hommes pour 174 femmes, soit un taux de 50,58 % de femmes, légèrement inférieur au taux départemental (52,15 %).
Les pyramides des âges de la commune et du département s'établissent comme suit.
| Hommes | Classe d’âge | Femmes |
| ------ | ------------ | ------ |
| 0,6    | 90 ou +      | 1,2    |
| 13,1   | 75-89 ans    | 16,5   |
| 20,1   | 60-74 ans    | 19,8   |
| 23,3   | 45-59 ans    | 25,5   |
| 15,2   | 30-44 ans    | 9,6    |
| 17,5   | 15-29 ans    | 16,2   |
| 10,2   | 0-14 ans     | 11,2   |

| Hommes | Classe d’âge | Femmes |
| ------ | ------------ | ------ |
| 1,1    | 90 ou +      | 2,6    |
| 10,1   | 75-89 ans    | 12,6   |
| 22     | 60-74 ans    | 23,2   |
| 20,1   | 45-59 ans    | 19,7   |
| 16,1   | 30-44 ans    | 15,6   |
| 15,2   | 15-29 ans    | 12,7   |
| 15,4   | 0-14 ans     | 13,6   |

## Culture et loisirs
La commune dispose d'un foyer rural depuis 1980, qui organise de nombreuses activités, comme des concours de pétanque, un méchoui, un repas de fin d'année, un marché de Noël, une bibliothèque à la disposition des habitants de la commune, un groupe de gymnastique et des représentations théâtrales de la troupe la compagnie du clair de lune qui joue depuis 1984 sur les planches avec son plus grand plaisir, pendant trois mois de l'année, soit environ 20 représentations entre les mois de Février Mars et Avril. Cette troupe qui joue deux pièces par an (une pièce en patois saintongeais et une pièce de boulevard), est accueillie aussi par plusieurs communes de la Charente-Maritime et de la Charente.

## Culture locale et patrimoine

### Lieux et monuments

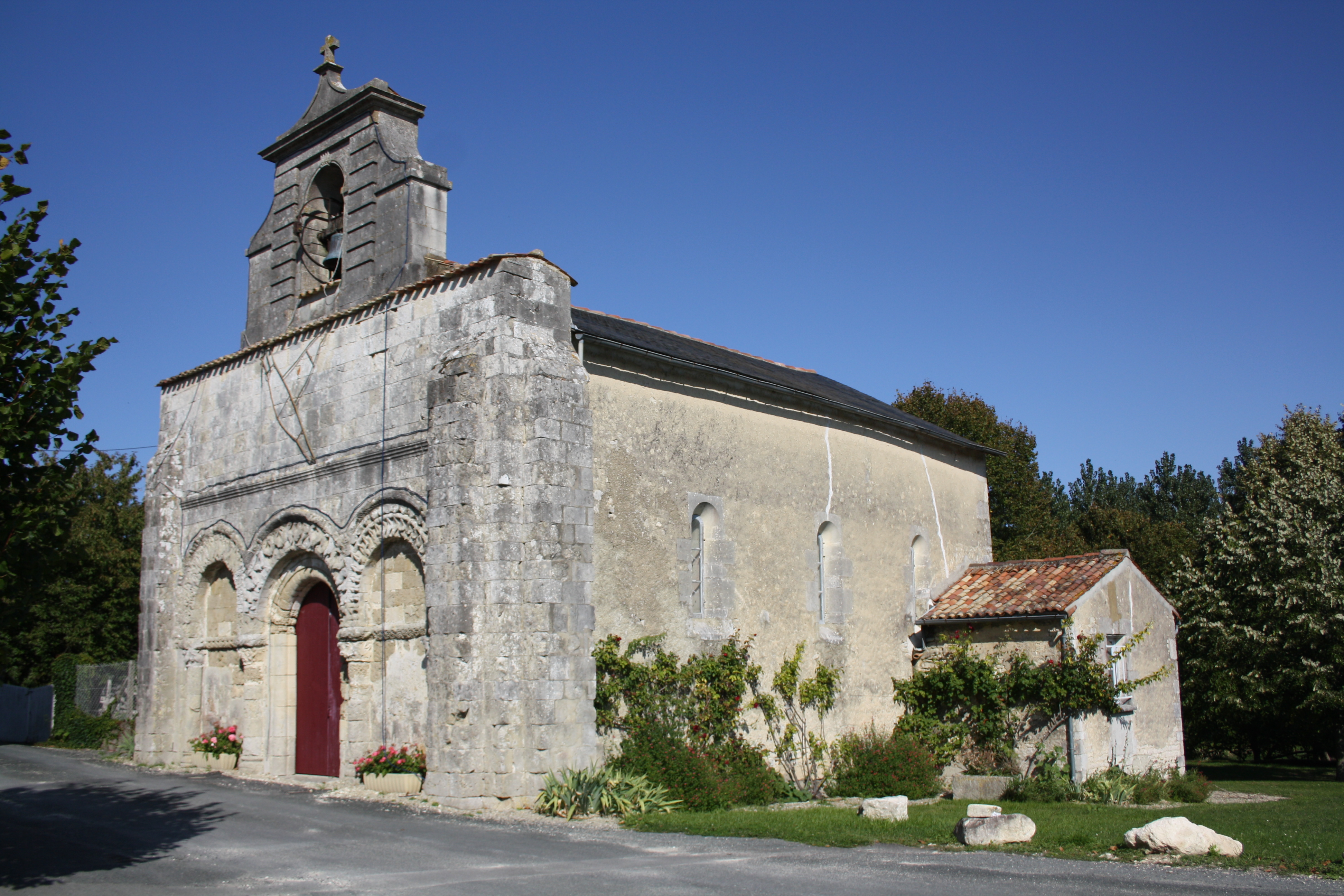
Église Saint-Maxime.

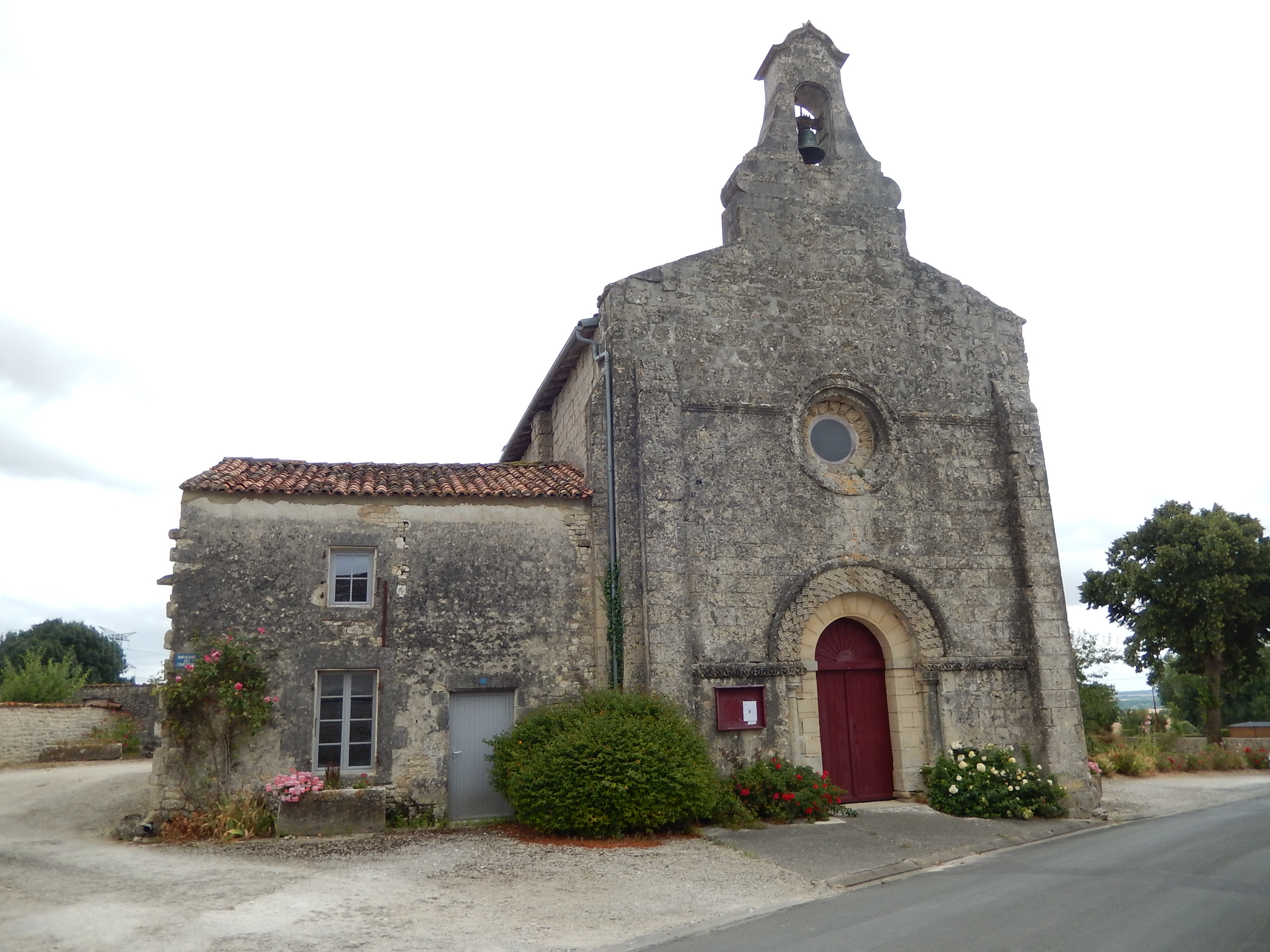
Église Saint-Clément de la Chapelle-Bâton.

#### Églises
- Église Saint-Maxime d'Antezant : façade à 3 portails surmontés de 3 arcatures romanes à voussures ornées. Cette église qui date du XIIe siècle est classée monument historique depuis le 22 août 1949.
- Église Saint-Clément de La Chapelle-Bâton : avec une nef unique, une façade en pignon ; et quelques chapiteaux.

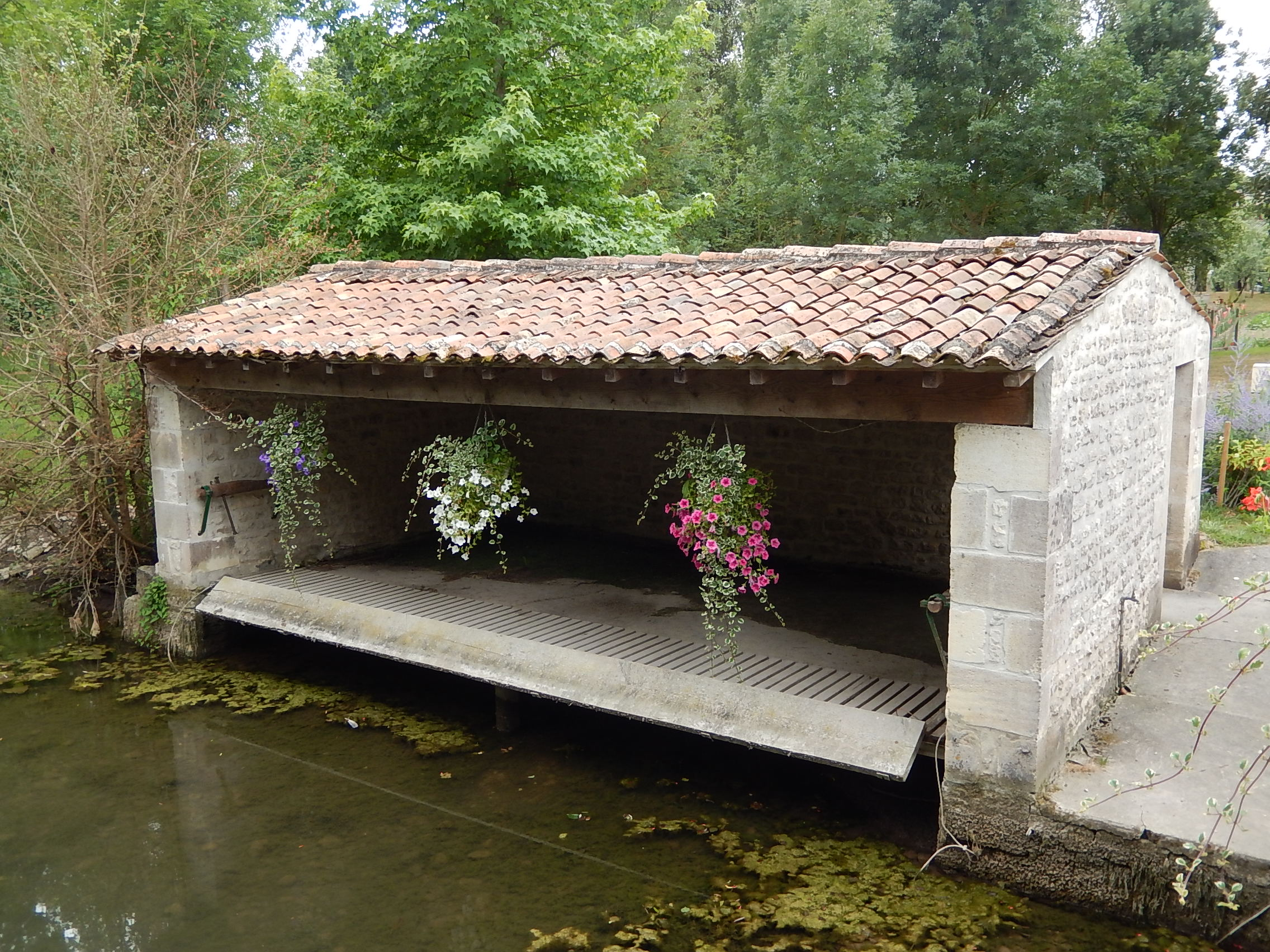
Lavoir d'Antezant sur la Boutonne.

#### Architecture civile
- Logis des Hermitans (XVIIe siècle) : inscription gothique (seule la cloque est classée monument historique).
- Moulin à eau (en service).
- Logis de La Folatière (1683).
- Lavoir sur la Boutonne.

#### Vestiges préhistoriques et antiques
- La Grosse Pierre : dolmen déplacé de son emplacement d'origine. 45° 59′ 26″ N, 0° 27′ 22″ O
- Camp romain.